# Квинто Вичентино
Квинто Вичентино (итал. Quinto Vicentino) је насеље у Италији у округу Виченца, региону Венето.
Према процени из 2011. у насељу је живело 1984 становника. Насеље се налази на надморској висини од 34 м.

## Становништво
| 1931. | 1936. | 1951. | 1961. | 1971. | 1981. | 1991. | 2001. | 2011. |
| ----- | ----- | ----- | ----- | ----- | ----- | ----- | ----- | ----- |
| 2.614 | 2.729 | 3.006 | 2.783 | 3.025 | 3.581 | 4.109 | 4.641 | 5.694 |